# Henning Thylin

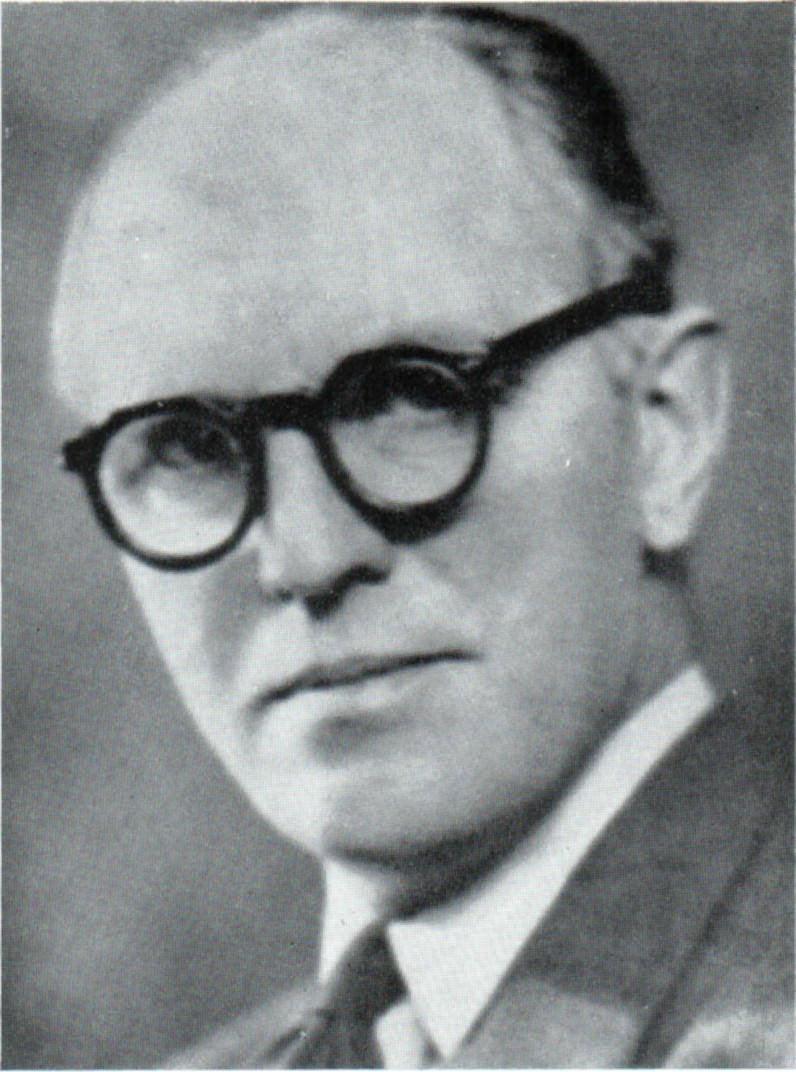
Foto ur Östergötlands läns landsting 1863-1962 : porträttgalleri.

Karl Julius Henning Thylin, född 17 december 1898 i Hörnefors i Västerbotten, död 6 november 1952, var en svensk socialdemokratisk tidningsredaktör.
Efter folkskolan och en kort tid som sågverksarbetare, var Thylin medarbetare i Västerbottens Folkblad 1919–1921, nattredaktör i Folkets Dagblad 1921, redaktionssekreterare i Nya Norrland 1921–1922, medarbetare i Social-Demokraten 1922–1925, redaktionssekreterare 1930–1932 och redaktör 1932–1935 för socialdemokratiska arbetarpartiets veckotidning Folkbladet samt 1935–1941 chefredaktör för Östgöten.
Han var ledamot av Östergötlands läns landsting. Han var 1938–1942 ledamot av stadsfullmäktige i Linköping, blev 1940 ordförande i Östergötlands rusthåll, var 1940–1941 ordförande i drätselkammaren och 1939–1942 i kristidsnämnden i Linköping.
Han var sekreterare i Strindbergskommittén för resande av Carl Eldhs Strindbergsmonument.